# Polybos
Polybos (latinsky Polybus) je v řecké mytologii korinthský král, který se ujal Oidipa, budoucího thébského krále.
Thébský král Láios měl podle věštby být zavražděn vlastním synem. Aby tuto předpověď odvrátil, nechtěl mít vlastní potomky, ale nakonec po letech mu jeho manželka Iokasté porodila syna. Král dal dítě odnést z paláce, nechal mu zmrzačit nohy a pohodit ho v lese.
Tento záměr však jeho služebník zhatil - dítě dal pastýři a jeho ženě, ti mu dali jméno Oidipús a donesli ho na korinthský hrad. Dítěte se ujal král Polybos a jeho žena Meropé. Vychovali ho, jak se slušelo na následníka trůnu. Když Oidipús dospěl, z náznaků vyrozuměl, že není jejich vlastním synem, odešel do Delf a z úst věštkyně Pýthie se dozvěděl, že v budoucnu zabije svého vlastního otce a ožení se s vlastní matkou. Aby uchránil Polyba a Meropé před takovým osudem, kdyby přece jenom oni byli jeho pravými rodiči, nevrátil se do Korinthu, ale odešel ironií osudu do Théb.
Tam se vyplnila první část věštby: ještě než vkročil do bran města, v konfliktu zabil neznámého starého muže. Až o mnoho let později vyšlo najevo, že ten muž byl thébský král Láios, Oidipúv otec. Jelikož Oidipús osvobodil Théby od tyranie hrozné Sfinx, lid ho zvolil králem a manželem ovdovělé královny Iokasté. Všichni žili spokojeně po mnoho let. Pak ale přišly zlé časy, na Théby udeřil mor, kosil obyvatele, ničil úrodu. Věštba z Delf radila: najděte vraha svého krále a potrestejte ho i za to, že se stal manželem vlastní matky a zplodil s ní čtyři potomky.
Věštec Teiresiás odhalil pravdu a ve stejné době zemřel král Polybos a jeho poslové oznámili zároveň i tu zprávu, že Polybos a Meropé nebyli Oidipovými pravými rodiči a že má přijít do Korinthu jako právoplatný nástupce.
Tyto zprávy dohnaly královnu Iokasté k sebevraždě a Oidipús si propíchl oči a oslepil se. Výčitky a nenávist okolí ho vyhnaly z Théb a po dlouhé době našel útočiště až u Athén, pod ochranou krále Thésea. Tam také nakonec dosáhl klidu a z vůle nejvyššího boha Dia se mohl odebrat do Hádovy říše mrtvých.